# Hidali
Hidali (accadià Hidala, Hidali, Hidalu; neoelamita i elamita aquemènida Hidali o Idali) fou una ciutat elamita de la part oriental (regió d'Anshan) que fou una de les residencies reals de las regions de cultura elamita des de vers el 700 aC; vers el 653 aC el regne estava sota dependència d'Assíria. Al segle vi aC fou centre d'administració regional connectat amb Susa i a l'inici del segle V aC era un centre regional administratiu connectat amb Persepòlis. Segons els texts elamites d'època aquemènida estava a mig camí en la ruta entre Persepòlis i Susa. S'ha suggerit que podria ser Behbahān, Kuhgiluya, o algun lloc en la regió entre Rām-Hormuz i Behbahān
Les fonts assíries descriuen la regió de Hidali com una zona muntanyosa; texts dels regnats de Senaquerib (704-681 aC) i Assurbanipal (668-627 aC) esmenten a Hidali, Madaktu i Susa com les principals ciutats d'Elam. Madaktu apareix com una posició retirada no tant exposada a les forces invasores assíries, un refugi fora de l'abast dels assiris. Els annals de Senaquerib expliquen que quan les forces assíries van atacar Elam el 693 aC, el rei elamita Kudur-Nahhunte va fugir cap a Madaktu, “la seva ciutat reial” i va partir cap a la ciutat d'Hidali, "a les muntanyes llunyanes". En un relleu es pot veure a Assurbanipal durant la seva guerra contra el rei elamita Teumman el 653 aC identifica a un herald de la terra de Hidali mostrant el cap d'un rei de la terra de Hidali com a mostra de rendició. Altres escrits que parlen del cas descriuen que el cap de Ištarnandi estava penjat del coll de un dels líders tribals arameus derrotats per Assurbanipal, mentre que el cap de Teumman etava penjat al coll d'un altre; el context sembla indicar que Ištarnandi era un aliat i subordinat de Teumman, suposadament un membre de la seva família. Després de la victòria Assurbanipal va posar al tron a dos fill del predecessor de Teumman (de nom Urtak), com a reis clients. Aquests dos reis es deien, el primer Ummanigaš, els annals diuen que fou posat “en el tron de Teumann” a Madaktu i Susa, i l'altre germà, Tammaritu, (“el tercer germà” o sigui en tercer en edat) comn a rei a la ciutat de Hidali.
La reivindicació assíria de la sobirania sobre Elam es reflecteix en un resum d'una carta o reial ordre que demana la promoció dels membres babilonis de la cort assíria per fer-se càrrec de Susa i potser també de Madaktu i Hidali. Un text legal babiloni escrit a Hidali a l'any de la pujada al tron de Tammaritu, indicava l'existència d'un enclavament babiloni a Hidali, potser com a resultat de la victòria assíria. No obstant aquestes reivindicacions ja no tenien vigència el 649 aC quan Assurbanipal va intentar destruir les ciutats del rei elamita Indabibi i portar a la gent de Susa, Madaktu i Hidali.
Informes polítics i militars sobre l'Elam que foren enviats al rei Assurbanipal indiquen que Hidali estava a l'abast dels observadors assiris, però més enllà de l'abast de les incursions assíries; els informes inclouen notícies de que Ummanigaš (suposadament el rei elamita) va entrar a Hidali, i també que missatgers enviats a Hidali i altres ciutats per un altre líder elamita havien provocat hostilitat; i esmenten que el rei elamita Tammaritu II, amb una connexió indeterminada amb Hidali. Tres cartes esmenten Hidali juntament amb Parsua o Parsumaš sense cap evidència de relació política o geogràfica entre les dues.
Els annals d'Assurbanipal esmenten el rei elamita Ummanaldaš III es va refugiar cap a Madaktu abans de les incursions assíries del 647 i 646 aC, passant d'allí a unes muntanyes (de les que no s'indica el nom) no retornant fins que els assiris es van retirar. Una carta detalla que altres elamites de l'època es van refugiar en altres llocs buscant refugi, fins i tot a Hidali, per por de les incursions assíries Els annals informen de les devastacions assíries en territori elamita "fins als límits de la ciutat de Hidali" però no indiquen que els assiris haguessin conquerit la pròpia ciutat de Hidali. Segons els texts mesopotàmics, al segle vii aC, Hidali i el seu rei estaven sota control dels governants de Madaktu i Susa, tant quant eren clients d'Assíria com quan estaven en guerra contra els assiris. Aquesta situació es va perllongar després del final de l'Imperi Assiri, quan petits regnes potser lluitant entre si, van ocupar el territori elamita. Un arxiu administratiu neo-elamita de principis del segle VI aC, trobat a Susa, inclou tres textos elaborats a Hidali que registra rebuts per materials emesos amb l'autorització de un oficial resident a Susa. Persones de Hidali són esmentades dues vegades però no s'esmenta cap rei de Hidali.
Hidali també s'esmenta en els texts administratius elamita-aquemènides de Persepòlis. Les referències se situen entre 504 i 495 aC. Alguns són texts que esmenten el menjar o la beguda entregada a viatgers oficials entre Persèpolis i Susa. Hidali era la dotzena de vint-i-una estacions conegudes del camí de Persèpolis a Susa; els pagaments inclouen cervesa (cosa habitual als texts de les regions properes a Susa) enlloc de vi (habitual en les regions properes a Persèpolis) però en canvi els texts elaborats a Hidali estan datats amb els noms dels mesos iranians i no elamites (aquests es troben sovint a texts trobats a les estacions properes a Susa)